# Тафони

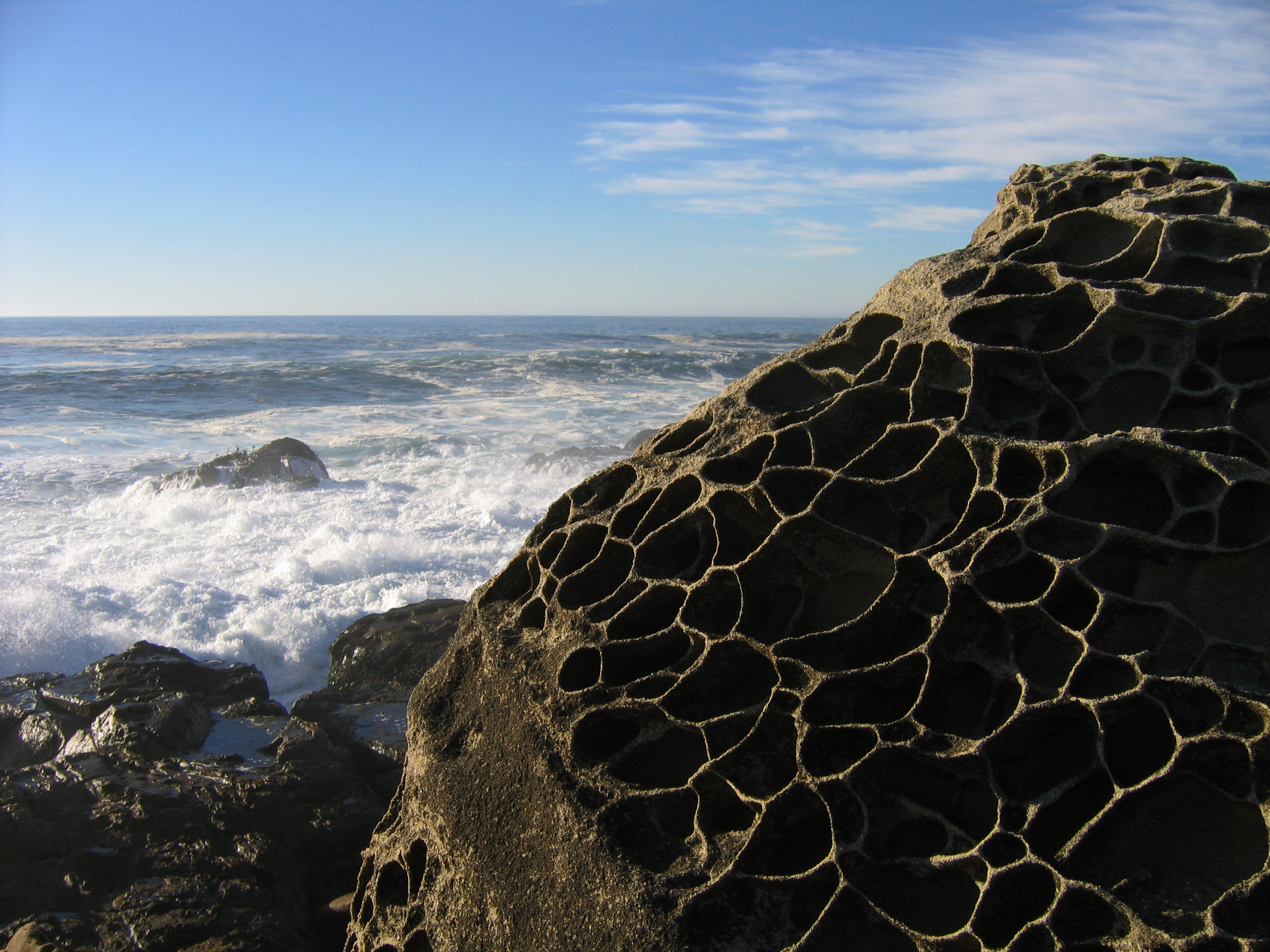
Тафони, Salt Point State Park, Сонома (округ, Каліфорнія).

Тафони (рос. тафоны, англ. tafoni, нім. Tafoni f, Ausblasungskessel m – глибоко впроваджені в скелі округлі або неправильної форми заглиблення. 
Вважається, що тафони – результат вибіркового хімічного вивітрювання та дефляції. Зустрічаються в умовах аридного та семіаридного клімату. 
Син. – "котли видування".

## Інтернет-ресурси
- www.tafoni.com [Архівовано 21 лютого 2020 у Wayback Machine.]